# Morsicatio
Als Morsicatio bezeichnet man das unbewusste, zufällige oder gewohnheitsmäßige Kauen auf die zwischen die Zahnreihen eingesogenen Wangen (Wangenkauen, Morsicatio buccarum) oder Lippen (Lippenkauen, Morsicatio labiorum). Dieses Verhalten tritt vor allem bei Personen mit psychischen Belastungen auf. Das Wangen- oder Lippenbeißen kann dabei auch nur nachts auftreten und muss deshalb nicht vom Patienten bemerkt werden. Es führt zu Traumatisierungen der Mundschleimhaut, wodurch weißliche Schleimhautfetzen entstehen. Nur selten bilden sich auch schwerere Veränderungen wie Blutergüsse, Erosionen oder Geschwüre. Besteht diese Fehlfunktion länger, kann es zu einer Leukoplakie des geschädigten Bereichs kommen. Im Bereich der Lippen ist meist die Unterlippe betroffen, an der auch Schrunden entstehen können.
Häufig reicht es aus, dem Patienten die Ursache zu erklären, so dass er das Verhalten bewusst unterdrücken kann. Bei unbewusstem Wangen- oder Lippenkauen ist es allerdings schwierig, dieser Angewohnheit zu begegnen.